# Барьерный договор
«Барьерные договоры» (нидерл. Barrièretraktaat, Barrièreverdrag, фр. traités de la Barrière) представляли собой серию соглашений, подписанных и ратифицированных между 1709 и 1715 годами, которые создали буферную зону между Голландской Республикой и Францией, позволив голландцам занять ряд крепостей в Южных Нидерландах, управляемых испанцами или австрийцами. Крепости в конечном счете оказались неэффективными в качестве средства обороны, и договоры были отменены Австрией в 1781 году.

## Предпосылки
С 1672 по 1697 год серия войн с Францией продемонстрировала уязвимость Голландской республики к вторжению через испанские Нидерланды, что привело к дебатам о том, как проектировать укрепления, эффективные на равнинной местности Нидерландов и где их размещать. Это привело к появлению концепции передовой обороны или так называемых барьерных крепостей в Испанских Нидерландах для обеспечения стратегической глубины.
Было признано, что ни одно укрепленное место не может продержаться бесконечно. Республика была почти захвачена в 1672 году из-за скорости, с которой французы захватили крупные крепости, такие как Маастрихт, и её спасло только наводнение. Барьер должен был замедлить наступающую армию, чтобы дать голландцам время укрепить свою оборону без затрат на большую постоянную армию.
Рисвикский договор 1697 года разрешил голландцам разместить гарнизоны в ряде городов, включая Намюр и Ипр, но в феврале 1701 года французы быстро оккупировали их. Восстановление Барьера было основной целью Нидерландов во время Войны за испанское наследство и было определено в статье 5 Гаагского договора (1701), реформировавшего Великий Альянс. Барьер также имел экономический элемент, поскольку Мюнстерский мир 1648 года предоставил голландцам монополию на Шельду и сделал её протяженность предметом дискуссий, особенно с Великобританией. Устье Шельды было ключевым транспортным пунктом для европейского импорта и экспорта. Его контроль был ценным коммерческим активом и позволил купцам Амстердама серьёзно подорвать торговлю своего коммерческого конкурента, Антверпена.

## Первый договор (1709)
Первый договор был подписан 29 октября 1709 года между Великобританией и Генеральными штатами и был обусловлен прежде всего необходимостью удержать голландцев в войне за испанское наследство. В обмен на поддержку голландцами протестантского правопреемства и приверженность продолжению войны Великобритания согласилась на Барьер, который фактически предоставил голландцам постоянный контроль над испанскими Нидерландами. Он включал Ньивпорт, Ипр, Менен, Лилль, Турне, Валансьен, Мобёж, Шарлеруа и Намюр. Британские коммерческие круги сочли эти условия чрезмерно щедрыми, поскольку они включали порты в Северной Фландрии, такие как Дендермонде и Гент, которые контролировали торговлю вдоль Шельды, а не блокировали потенциальные маршруты вторжения.

## Второй договор (1713)
В результате всеобщих выборов в Великобритании в 1710 году существующее правительство виги было заменено администрацией тори, получившей большую часть своей поддержки от могущественной торговой гильдии лондонского Сити. Были требования усилить защиту британского коммерческого доступа и исключить Остенде и Дендермонде из списка. Пересмотренный вариант был подписан 29 января 1713 года, в результате чего количество Барьерных крепостей сократилось до 15; Великобритания согласилась обеспечить согласие будущего правителя Испанских Нидерландов.

## Третий договор (1715)
Третий и последний договор подтвердил условия, содержащиеся в Раштаттском договоре 1714 года между Австрией и Францией, о создании постоянных австро-голландских вооруженных сил численностью от 30 000 до 35 000 человек, дислоцированных в Австрийских Нидерландах. Голландцы оплатили 40 % затрат, а Австрия — остальные 60 %, а также дополнительную единовременную выплату на содержание Барьера и его гарнизонов, которые были сокращены до семи, со смешанным гарнизоном в Дендермонде. Договор также продлил Мюнстерский договор 1648 года по Шельде, но обещал «равный режим» для голландской и британской торговли. Договор был подписан 15 ноября 1715 года и дополнительно детализирован двумя австрийско-голландскими соглашениями от 30 и 31 января 1716 года.

## Последствия
Голландская республика закончила войну в 1713 году фактическим банкротом, и защита, которая стоила им так дорого, оказалась иллюзорной. Австрийцы неохотно платили за крепости, которые они не контролировали, и крепости были быстро захвачены, когда в 1740 году началась война за австрийское наследство. После того, как Австрия объединилась с Францией в 1756 году, Барьер стал неактуальным. В 1781 году император Иосиф II объявил договор недействительным.
Однако сами форты были лишь частью голландской системы обороны; политические и дипломатические договоры были гораздо важнее, особенно потому, что Великобритания не могла позволить враждебной державе контролировать порты в Северной Фландрии, такие как Остенде. Согласие Великобритании действовать в качестве гаранта договора и предоставить голландцам военную поддержку против любого агрессора в конечном итоге оказалось гораздо более эффективным, чем сам Барьер. Тем не менее во время французских революционных войн французские войска вторглись в Голландскую республику, захватили её и основали Батавскую республику. Нидерланды прямо или косвенно оставались под французским контролем в течение почти двух десятилетий.
После поражения Наполеона I в 1815 году Нидерланды объединились с бывшими Австрийскими Нидерландами и Льежским епископством и стали Объединённым королевством Нидерландов. Более прочный и сложный Барьер был построен вдоль новой границы Нидерландов и Франции под руководством герцога Веллингтона, программа, которая была в основном завершена к 1820 году, но крепости стали частью Бельгии после обретения ею независимости в 1830 году.

## Комментарии
1. ↑  Император Карл VI и король Пруссии Фридрих Вильгельм I также передали Соединенным провинциям несколько городов в регионе Верхние Гельдеры.